# Germà García i Boned
Germà García i Boned (* 1932 in Tortosa) ist ein spanischer Schriftsteller, Sprachwissenschaftler, Übersetzer und Historiker.

## Leben
García studierte Germanistik an der Autonomen Universität Barcelona. Er promovierte an der Universität in Palma in Philologie und lehrte dort Moderne Sprachen.
Der Spanisch, Mallorquinisch und Deutsch sprechende García widmete sich in mehreren Schriften der Person und dem Werk des deutschen Schriftstellers Albert Vigoleis Thelen und der Geschichte deutscher Exilanten auf der spanischen Mittelmeerinsel Mallorca. Er lebt in Palma.

## Werke
- La segunda cara de la isla de la segunda cara de Albert Vigoleis Thelen, 1998
- Mallorca vista per viagers alemanys, 2003
- Memòries d'en A. "Vigoleis" Thelen a Mallorca, 2010
- Mallorcas vergessene Geschichte – Wie das Inselparadies zur Hölle wurde, 2011, gemeinsam mit Martin Breuninger